# Oreothlypis
Oreothlypis — рід горобцеподібних птахів родини піснярових (Parulidae). Представники цього роду мешкають в Мексиці і Центральній Америці. Раніше їх відносили до роду Пісняр (Parula) або Червоїд (Vermivora), однак за результатами молекулярно-філогенетичного дослідження вони були переведені до відновленого роду Oreothlypis.

## Види
Виділяють два види:
- Пісняр мексиканський (Oreothlypis superciliosa)
- Пісняр вогнистоволий (Oreothlypis gutturalis)

## Етимологія
Наукова назва роду Oreothlypis походить від сполучення слів дав.-гр. ορος — гора (вулкан Іразу в Коста-Риці) і θλυπις — невідомий дрібний птах (в орнітології означає птаха з родини піснярових або саякових з тонким дзьобом).